# Funiculaire de Notre-Dame-de-la-Garde
Pour les articles homonymes, voir Notre-Dame de la Garde.
Le funiculaire de Notre-Dame-de-la-Garde (ou ascenseur de Notre-Dame-de-la-Garde) est un ancien funiculaire desservant la basilique Notre-Dame-de-la-Garde à Marseille. Mis en service en 1892, il est fermé en 1967 et détruit en 1974. Il a transporté 20 millions de passagers durant ses 75 années de fonctionnement.

## Histoire
La basilique Notre-Dame-de-la-Garde est consacrée en 1864. Afin de desservir le site, une ligne d’omnibus est ouverte depuis le cours Saint-Louis, mais elle se révèle nettement insuffisante. De nombreux projets de funiculaires (voire d’aérostat) sont proposés. Le projet d'Émile Maslin, ingénieur aux Forges et chantiers de la Méditerranée, est retenu par le conseil municipal en 1889. Il fonde la Société des Ascenseurs de Notre-Dame-de-la-Garde avec Jean-Élie Dussaud, propriétaire du terrain de la rue Jules-Moulet où doit être implantée la gare de départ.
Le recteur de la basilique donne son autorisation pour l’implantation de la gare supérieure et les travaux de construction débutent en janvier 1890. Les ascenseurs sont inaugurés le 30 juillet 1892. Dans la seule journée du 15 août 1892, le nombre des voyageurs dépasse 15 000.
À partir de 1896, la station basse est desservie par un omnibus partant du Chapitre. En 1906, une voie est posée dans la rue Dragon pour permettre la desserte par le tramway de Marseille. Cette ligne est supprimée dès 1910.
L’ascenseur est rénové et les cabines remplacées en 1945-1946. Mais le développement du transport automobile fragilise la rentabilité du funiculaire. Le 11 septembre 1967 à 18 h 30, le funiculaire cesse toute activité. Les travaux de démolition commencent en mars 1974.

## Caractéristiques

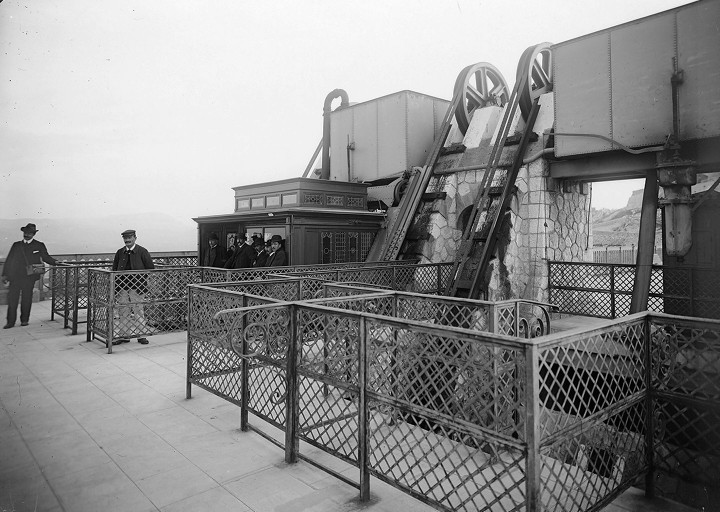
Mécanisme de l'ascenseur.

Il s'agit d'un funiculaire à contrepoids d'eau, constitué de deux cabines pesant 13 tonnes à vide, circulant sur deux voies parallèles munies de crémaillères bruyantes. Le mouvement était produit par un système dit « à balance d'eau » ; chaque cabine, outre ses deux étages qui pouvaient recevoir 50 passagers au total, était munie d'un réservoir d'eau de 12 m3 . Les cabines étaient reliées par un câble de sustentation ; le réservoir de la cabine descendante était rempli d'eau (celui de la cabine ascendante étant bien entendu vidé). Ce lestage assurait la mise en marche du système. La différence de niveau entre les deux gares était de 84 mètres. L'eau recueillie au pied de l'appareil à l'issue de chaque voyage était ramenée au sommet à l'aide d'une pompe de 25 ch (de vrais chevaux-vapeur, car la pompe était actionnée par la vapeur). Si la durée du trajet était de deux minutes, le temps nécessaire au remplissage du réservoir supérieur dépassait les dix minutes, obligeant à espacer les départs, malgré l'affluence souvent considérable.
La gare inférieure se situait dans la rue Jules-Moulet, à l'extrémité de la rue Dragon. La gare supérieure donnait directement sur une passerelle qui donnait accès à la terrasse située sous la basilique. Cette passerelle de 100 mètres de long et 5 mètres de large, construite par Gustave Eiffel, surplombait la pente abrupte et le mistral s'y donnait à cœur joie.

## Vestiges
L'extrémité de la rue Dragon, où se trouvait la gare inférieure, a été complètement remaniée. Une impasse donnant sur un complexe d'immeubles d'appartement y a pris place. Une section maçonnée de l'ancien funiculaire est toujours visible à même la falaise.
Un arrêt nommé Ascenseur de la ligne d'autobus No 60, situé rue Fort-du-Sanctuaire, se situe à proximité de l'emplacement de la première pile du viaduc.
La culée du viaduc existe toujours et sert de promontoire pour une grande croix.